# قصاب‌مرغ پشت‌سیمین
قصاب‌مرغ پشت‌سیمین (نام علمی: Cracticus argenteus) پرنده‌ای کوچک و شبیه سنگ‌چشم است. این پرنده تقریباً مشابه قصاب‌مرغ خاکستری (C. torquatus) است که توسط برخی مقام‌ها به عنوان زیرگونه آن C. torquatus argenteus شناخته می‌شود.
این گونه برای نخستین بار توسط پرنده‌شناس جان گولد در سال ۱۸۳۶ با نام Cracticus argenteus توصیف شد.